# Dicrastylis exsuccosa
Dicrastylis exsuccosa là một loài thực vật có hoa trong họ Hoa môi. Loài này được (F.Muell.) Druce mô tả khoa học đầu tiên năm 1917.